# Qype
Qype (pronunciado / kwaɪp /) con sede en Hamburgo es una web 2.0 que es a la vez red social y un sitio de recomendaciones de negocios locales. En la actualidad, opera en Alemania, Reino Unido, Francia, Suiza, Austria, Irlanda, Polonia, Brasil, España e Italia, y recibe aproximadamente 22 millones de visitantes mensuales únicos en Europa [2].
El competidor Yelp anunció la adquisición de Qype el 24 de octubre de 2012 y las recomendaciones se fusionaron con la página de Yelp en octubre de 2013.

## Historia de la empresa
Qype fue fundada en marzo de 2006 en el mercado alemán, aunque tras su expansión internacional ya incluye a la mayor parte de ciudades europeas. En marzo de 2007, Qype fue galardonado con el premio europeo Red Herring 100.
En julio de 2007 se lanzó Qype en el Reino Unido, añadiendo el inglés a la interfaz y a los contenidos. En enero de 2008, la página web fue traducida al francés para el lanzamiento de Qype en Francia. Más tarde, se han lanzado las versiones para el mercado español (octubre de 2008), Irlanda y Austria (verano 2008) en los idiomas locales. En 2008 se añadió Brasil a la lista de mercados donde opera, además de la primera aplicación de Qype para iPhone.
En el verano de 2011, Qype estrenó sus sitios en los Países Bajos y Portugal, así como una aplicación en Windows Mobile.
El 13 de julio de 2011, Qype fue mencionado en el programa de televisión de la BBC, “The Apprentice” (“El aprendiz”), cuando uno de los concursantes tuvo dificultades para pronunciar el nombre de la empresa, a pesar de lo cual le sirvió de inspiración para su exitoso proyecto.

## Características del sitio
Qype alberga una base de datos en línea de comentarios generados por los usuarios de negocios locales en Europa. Los usuarios pueden añadir nuevos lugares a la base de datos, subir fotos, añadir reseñas en 7 idiomas y participar en actividades de la comunidad de usuarios. Qype dispone de listas de reseñas de una amplia gama de categorías, mostrando listados ordenados por usuario. Las recomendaciones más significativas se incluyen en la Newsletter semanal de Qype y en las páginas de ciudades y países.
Qype dispone de un sistema de reputación de facto, donde los usuarios pueden ver qué miembros son los más populares, así como los más respetados y activos. Además, los usuarios también pueden ver quién comparte sus intereses o sus opiniones sobre lugares específicos. Qype fomenta a su comunidad de usuarios celebrando eventos para sus miembros en bares y restaurantes, así como eventos B2C para miembros de Qype.
Características de Qype:
Sistema privado de mensajería
Etiquetado de recomendaciones de otros miembros con las categorías "útil" o "bien escrito"
Guías de ciudades creadas por los usuarios
Grupos/foros creados por los usuarios
Listas de "amigos"
Google Maps muestra los eventos que se celebran
Sistema de insignias
Una amplia base de datos de eventos europeos
Compartir recomendaciones en Twitter y Facebook

## Miembros
Qype ofrece un directorio para que cualquiera pueda buscar negocios o leer debates en curso sobre asuntos existentes. Algunas características, como la creación de una reseña o el añadir un comentario a un debate, sólo están disponibles para los usuarios con cuentas registradas y verificadas, que son gratuitas. Los miembros cuyas contribuciones han sido reconocidas con un determinado número de puntos son promocionados al estatus de "información privilegiada" y reciben una insignia en su perfil, así como invitaciones especiales a eventos. Los propietarios de negocios pueden participar en el sitio, aportando los perfiles de sus empresas.
Los perfiles de usuario incluyen un conjunto estándar de atributos tales como fotografías y diversos campos relacionados con la ubicación del usuario, sus aficiones, preferencias, etc. Qype permite un amplio margen de expresión personal en el sitio y no suele moderar o censurar los contenidos. La compañía permite los comentarios simpáticos e inocentes como reseñas no comerciales (por ejemplo, sobre historias privadas, arte público y condiciones meteorológicas memorables), especialmente si incorporan fotos y reciben comentarios positivos de otros compañeros de la comunidad. Sin embargo, la compañía anima a los miembros de la comunidad a a participar de una manera sincera y madura. El comportamiento abusivo o indebido está estrictamente prohibido y puede resultar en la eliminación del perfil correspondiente y de su contenido, así como dar lugar a acciones legales.

## Alcance de las recomendaciones
Los usuarios pueden hacer una reseña de cualquier establecimiento o empresa local que ofrece productos o servicios, así como de lugares de interés como parques públicos y playas. En ciudades con muchos usuarios como Hamburgo o Berlín, un alto porcentaje de todos los restaurantes, bares y tiendas al por menor figuran en Qype con numerosas reseñas y hay mucha competencia entre los usuarios para ser el "primero en opinar sobre" un nuevo establecimiento (para lo cual el usuario recibe también un punto de feedback adicional). Además, hay una amplia cobertura en el sitio de servicios profesionales, proveedores de servicios médicos, servicios automovilísticos, lugares culturales, hoteles, museos, parques, atracciones, servicios del gobierno, etc. Los usuarios pueden añadir nuevos negocios y actualizar la información sobre los mismos si reparan en que en las recomendaciones falta información o esta es incorrecta.
Dado que Qype no asume la responsabilidad del contenido de las recomendaciones, son los usuarios los que deben asegurarse de que los contenidos (reseñas, fotos, comentarios, etc.) que aportan son legales (por ejemplo, los relativos a los derechos de autor). El spam, que incluye las autopromociones sin identificación, está prohibido, así como el uso de lenguaje ofensivo y los comentarios sobre usuarios privados. Los comentarios sobre profesionales (abogados, médicos, etc.) están permitidos, en principio, aunque están sujetos a las leyes locales. Este conjunto de reglas se describen en detalle en el Código de Conducta de Qype [3].
Qype incorpora la nueva versión de Mapas de Navegación Ovi de Nokia. Además, cuenta con una versión móvil para Android de Google y una reciente versión beta privada para la Blackberry RIM.